# Кіпселі
38°0′9″ пн. ш. 23°44′29″ сх. д. / 38.00250° пн. ш. 23.74139° сх. д.
Кіпселі (грец. Κυψέλη, дос. «вулик») — район Афін, що формує більшу частину 6 муніципального району міста «Патісія-Кіпселі». Район обмежений на заході вулицею Патісіон, на сході — пагорбом Турковунія, на півдні — парком Педіон ту Ареос та на півночі — муніципалітетом Галаці. В останні роки також видіялють Неа-Кіпселі, що межує із Ґізі та Ано-Кіпселі, межує із Аттіко Парк та Галаці.

## Історія
Кіпселі мав інші межі, допоки 1908 року планування муніципалітету виконав грецький інженер Афанасіос Георгіадіс. Яскраво урбаністичний розвиток району проявився в 1930-х роках, тоді ж у Кіпселі, поряд із Колонакі, з'явились перші багатоповерхові будинки в стилі Баугауз та Арт Деко. Оточений такими зеленими районами, як Педіон ту Ареос та вулицею Фокінос-Негрі, Кіпселі дедалі більше стверджувався в 1950-1960-ті роки у статусі фешенебельного району для вищого афінського класу.
Квартирні апартаменти Кіпселі, просторі, із багатьма зручностями, завжди вважалися привілейованими. Численні крамниці з часом сформували великий торговий центр в місті, осередками якого і нині залишаються площа Кіфеліс, вулиця Патісіон, вулиця Кіпселі, вулиця Фокінос-Негрі та площа Америки (Амерікіс).
В 1980 роках намітилась тенденція часткового занепаду Кіпселі, пов'язаного із масовим напливом мігрантів, які облаштовувались у тісних багатоквартирних будинках та навіть підвальних приміщеннях. Відповідно, вартість нерухомості у Кіпселі знизилася, хоча апартаменти зокрема на вулиці Фокінос-Негрі незрівнянно дорожчі за інші райони Кіпселі. Власне вулиці Фокінос-Негрі та Патісіон стримують процес занепаду району.
В рамках впровадження перспективного плану «Афіни-Аттика 2014» 2010 року в районі Кіпселі розпочалося масове знесення незаконно зведених будівель. Розчищені території будуть перетворені на озеленені площі.

## Галерея

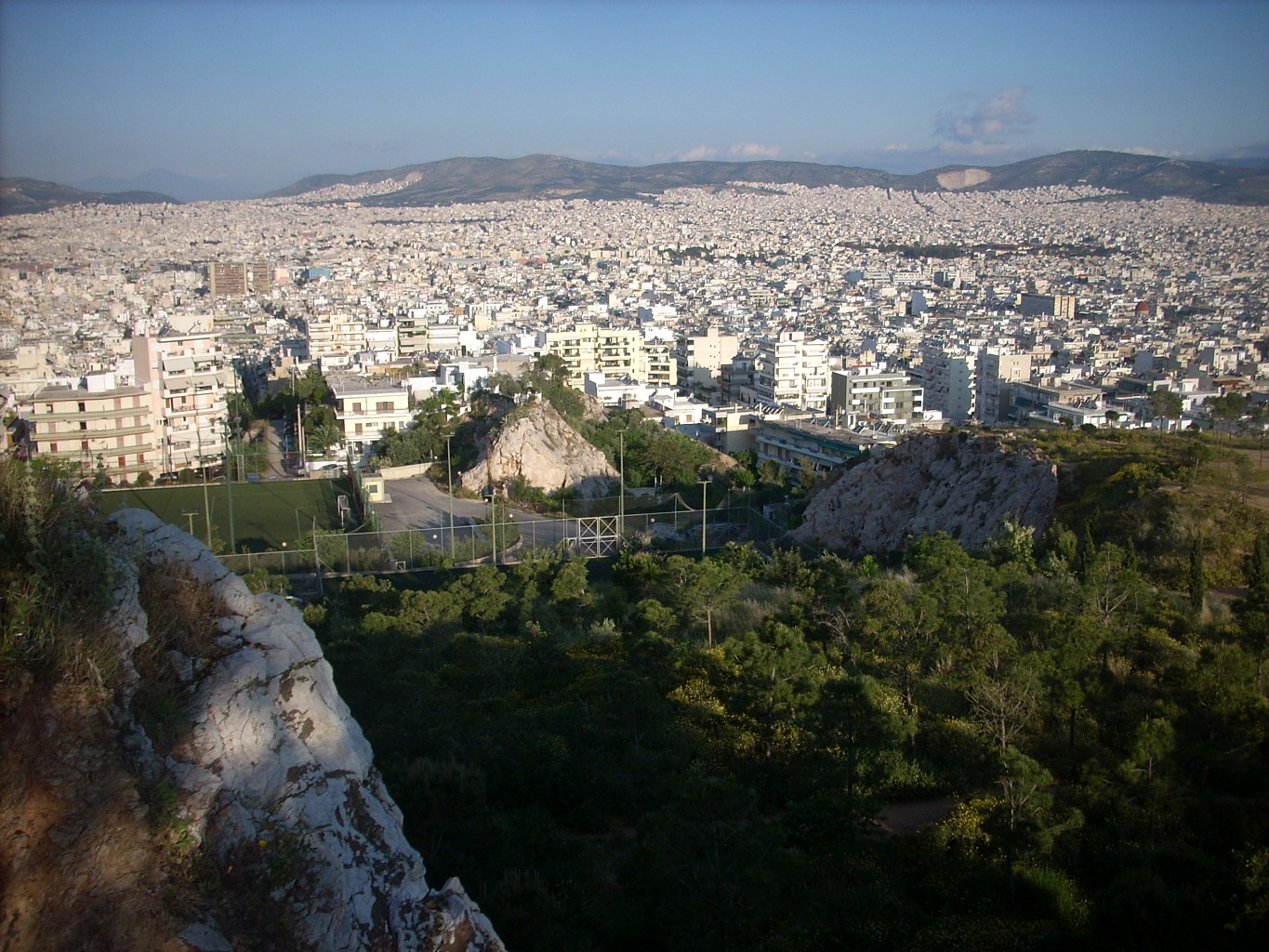
Вид на Кіпселі з пагорба Еліконос
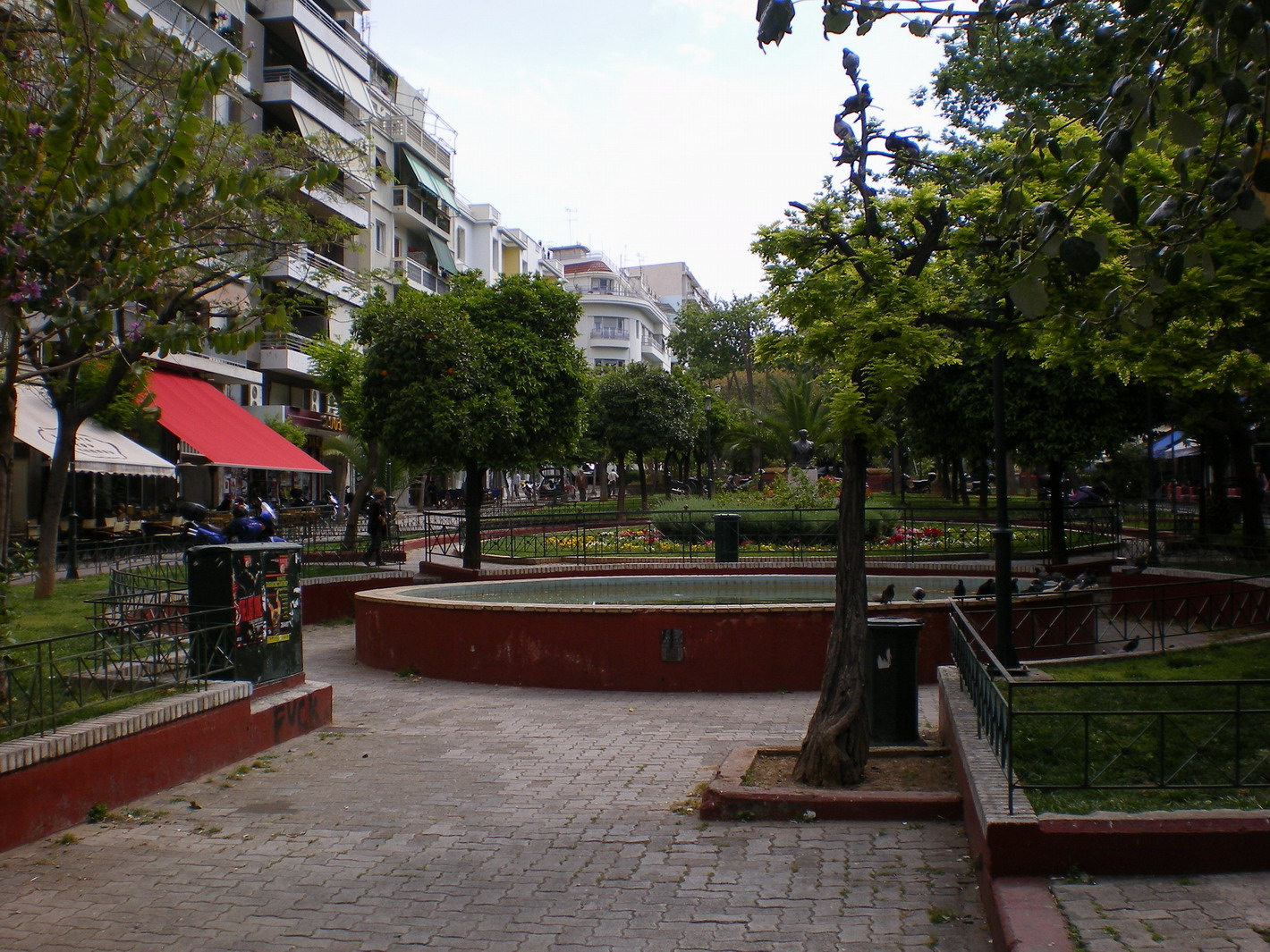
Вулиця Фокінос-Негрі
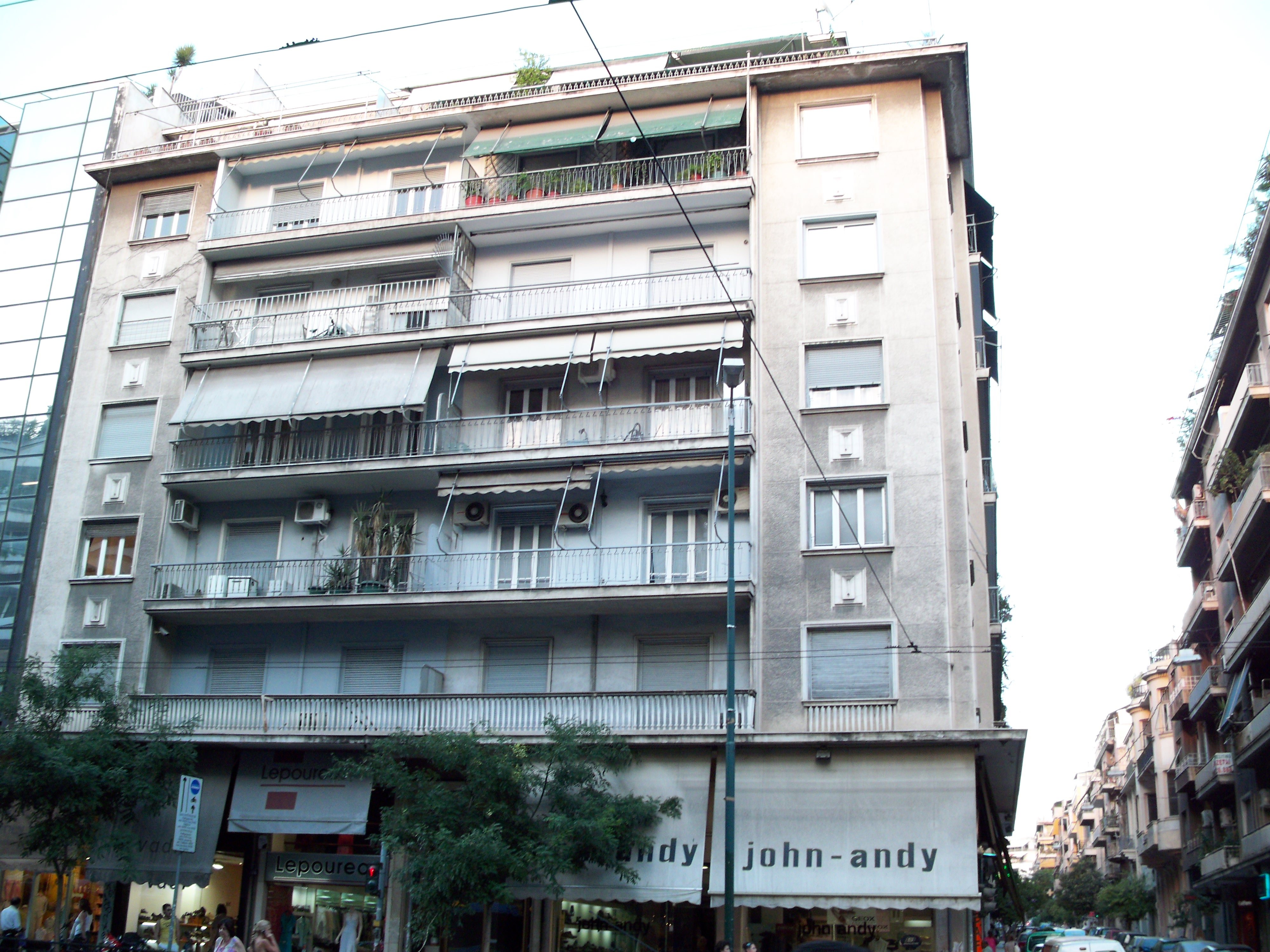
Типовий багатоквартирний будинок Кіпселі
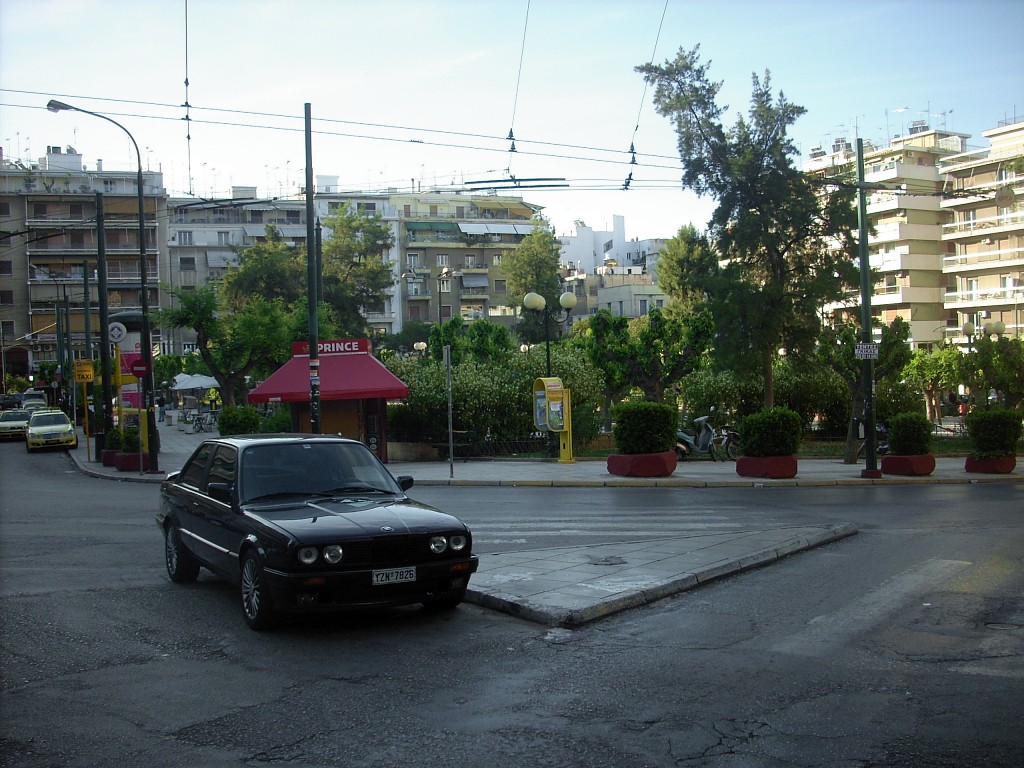
Площа Кіфеліс